# Nakano (Tokio)
Nakano (中野区 Nakano-ku?) es un barrio especial de la Metrópolis de Tokio, en Japón. Es común que se autodenomine en otros idiomas como "Ciudad de Nakano". En 2005, la población se estimaba en 298.000 habitantes, con una densidad de 19.110 personas por km², en un área de 15,59 km²  Por Nakano pasan los ríos Kanda, Myosho-ji y Zenpuku-ji, además del canal Aratama.
Nakano fue creada en 1 de octubre de 1932, con la fusión de los pueblos de Nogata y Nakano, como parte de la antigua ciudad de Tokio.  El 15 de marzo de 1947, Nakano pasó a ser un barrio especial de la nueva Metrópolis de Tokio.  Nakano es el lugar de nacimiento del compositor Ryuichi Sakamoto.